# ويليام جوزيف كامبل
ويليام جوزيف كامبل (بالإنجليزية: William Joseph Campbell)‏ هو محامي وقاضي أمريكي، ولد في 19 مارس 1905 في شيكاغو في الولايات المتحدة، وتوفي في 19 أكتوبر 1988.